# Илишир
Илишир — царь (лугаль) Мари. Чтение его имени условно, поскольку написание его имени известно, но как читать знаки, передающие это имя неясно. Если оно читается по-восточносемитски, то может быть его звали Илишир, однако возможно, что их надо читать по-шумерски, но как — неясно.
Этот царь, возглавляющий династию Мари в «Шумерском царском списке», предпринял набег из Мари на Южное Двуречье и установил там свою гегемонию. Печать с его именем найдена на самом юге страны, в Уре и это, может быть, свидетельствует о влиянии Мари вплоть до лагуны Персидского залива.